# Annie Girardot
Annie Girardot (París, 25 d'octubre de 1931 — 28 de febrer de 2011) va ser una actriu cinematogràfica i teatral francesa. Va debutar el 1954 a la Comédie Française i el 1955 a la pantalla gran. És especialment reconeguda pel seu treball amb el director Claude Lelouch. Va guanyar tres Premi Cèsar durant la seva trajectòria i va ser especialment reconeguda per les seves interpretacions de dones independents, fortes i solitàries.

## Biografia

### Joventut i formació
Annie Girardot va néixer a París d'una mare llevadora, Raymonde-Noëlle-Félicie Girardot, i de pare desconegut (un home casat que no la reconeixerà i morirà quan ella té dos anys). Destinada primer a seguir estudis d'infermera a Caen per ser llevadora com la seva mare, va escollir tirar cap a la comèdia.
Alumna al conservatori del carrer Blanche des de 1949, Annie Girardot fa, paral·lelament, aparicions, al vespre, a cabarets (La Rose rouge, a Montmartre, sota el pseudònim d'Annie Girard, o al Lapin Agile), i participa en revistes com Dugudu amb la tropa de Robert Dhéry, a la qual acompanya també Michel Serrault, Jean Poiret, Jacqueline Maillan.
El juliol del 1954, surt del Conservatori Nacional Superior d'Art Dramàtic amb dos primers premis. És contractada poc després a la Comédie-Française. La seva interpretació de La Machine à écrire, l'any 1956, al costat de Robert Hirsch, és particularment observada per Jean Cocteau, que veu en ella «el més bon temperament dramàtic de la postguerra».
La Comédie-Française llavors li proposa ser membre de la societat. Desitjant sentir-se lliure de les seves tries artístiques i atreta pel cinema, Annie Girardot ho rebutja i dimiteix el juliol de 1958.

### Carrera
Treballa pel cinema en films menors, i dona la rèplica a Jean Gabin en dues sèries negres: Le rouge est mis i Maigret tend un piège.
Luchino Visconti, cineasta i escenògraf de teatre, recorre a ella per interpretar, a París, la peça Deux sur la balançoire amb Jean Marais. El triomf és absolut i els crítics queden fascinats per la magnífica actuació de «la Girardot».
Impressionat pel talent d'Annie Girardot, Visconti li proposa de seguida un paper al seu film Rocco e i suoi fratelli, estrenat l'any 1960. L'actuació és unànimement saludada i el film fa d'ella una estrella, al costat d'altres principiants com Alain Delon (un amic fidel de l'artista), Renato Salvatori o Claudia Cardinale. En el rodatge Annie s'enamora del seu company Renato Salvatori. Es casen dos anys més tard i tenen una filla, Giulia. És també el començament de l'amistat entre Romy Schneider (que visita regularment el rodatge per visitar Delon) i Annie Girardot.

Als anys 1960, Annie Girardot roda amb directors confirmats com Alexandre Astruc (La Proie pour l'ombre), Roger Vadim (Le Vice et la Vertu, amb la principiant Catherine Deneuve), Gérard Oury (Le crime no paie oas) o Marcel Carné (Trois chambres à Manhattan). En el rodatge d'aquest últim film va debutar Robert De Niro, que diu d'Annie Girardot: 
| « | És la dona més bonica que conec | » |

 Compartint la seva vida entre França i Itàlia, Annie Girardot roda igualment amb molts realitzadors italians com Marco Ferreri, que li dona el paper d'una dona fenomen de fira, a Le Mari de la femme à barbe, film audaç que provoca un escàndol en la seva presentació al festival de Cannes de 1964. Roda també amb Mario Monicelli (Les Camarades, amb Marcello Mastroianni) i els germans Taviani (Les Hors-la-loi du mariage).
L'any 1965, Annie torna al teatre amb la peça d'Arthur Miller, Després de la caiguda, dirigida per Luchino Visconti, però és un fracàs. Al mateix temps, l'artista pateix altres reversos tant al cinema com al teatre i els productors se n'allunyen, Claude Lelouch, que acaba d'obtenir un immens èxit amb Un homme et une femme, li proposa d'encarnar la dona d'Yves Montand a Vivre pour vivre. El film és un èxit i el públic descobreix una nova faceta del talent d'Annie Girardot. Durant el rodatge, Lelouch i Girardot s'enamoren l'un de l'altre. La seva relació finalitza dos anys més tard. L'any 1968, Annie obté un nou èxit de crítica i públic al cinema amb la comèdia Erotissimo, primer film de Gérard Pirès, al costat de Jean Yanne i Francis Blanche.
L'any 1969 Michel Audiard (que ha escrit ja alguns papers per a ella des de la fi dels anys cinquanta) en fa la principal intèrpret del seu film Elle boit pas, elle fume pas, elle drague pas, mais... elle cause!, on encarna una dona de fer feines molt xerraire (al costat de Bernard Blier, Mireille Darc i Sim). L'any 1972, regna en un suburbi, especialitzada en el tràfic de santes relíquies, a Elle cause plus... elle flingue. Audiard li obre les portes de la comèdia, a ella que fins llavors havia estat sovint aïllada en papers dramàtics. Girardot esdevé una de les escasses dones (amb Mireille Darc) de la «banda Audiard».
L'any 1971 s'estrena Mourir d'aimer, un film d'André Cayatte que sacseja la carrera de l'artista. Inspirat en l'afer Gabrielle Russier, aquest film conta la història d'amor entre una ensenyant i un dels alumnes de l'institut, una història molesta que té un procés ressonant i porta la docent al suïcidi. El film és un enorme èxit amb prop de sis milions d'entrades venudes a França, però no agrada a tothom. Així, François Truffaut escriu una carta oberta, denunciant la manera molt demagògica, segons ell, amb la qual André Cayatte ha tractat aquest afer. Aquest paper queda tanmateix com l'un dels més destacats de l'artista, assegurant-li fins i tot un reconeixement internacional.
A partir d'allà, esdevé l'actriu francesa més popular, alternant comèdies i melodrames, no rebutjant la possibilitat, si hi ha l'ocasió, d'ajudar joves cineastes a rodar el seu primer film. Gràcies a ella, i a Philippe Noiret, va sorgir l'una de les comèdies més insòlites d'aquesta època, La Vieille Fille, l'any 1971, signada per Jean-Pierre Blanc. L'especialista en comèdies Serge Korber la contracta per al seu primer drama, Les Feux de la Chandeleur l'any 1972, on encarna una mare de dos fills grans (Claude Jade i Bernard Le Coq) que intenta reconquerir el seu ex-marit (Jean Rochefort). De Vivre pour vivre l'any 1967 a On a volé la cuisse de Jupiter l'any 1980, Annie Girardot ha contribuït, gràcies a la seva interpretació de «dona normal i popular», a imposar-se en vint-i-quatre films havent venut més d'un milió d'entrades a taquilla. Al final dels anys setanta és l'actriu més ben pagada i l'estrella predilecta dels francesos. L'any 1974 assoleix un nou èxit de taquilla amb La Gliffe, de Claude Pinoteau, on encarna l'ex-dona de Lino Ventura i la mare d'una principiant anomenada Isabelle Adjani.
El mateix any, Annie Girardot torna al teatre amb una peça que esdevé el seu èxit més gran, i que repeteix regularment fins a l'any 2004: Madame Marguerite, de Roberto Athayde, adaptada per Jean-Loup Dabadie i escenificada per Jorge Lavelli. Sola en escena durant gairebé dues hores, encarna una mestra que empeny els seus alumnes (el públic) i els desperta a la vida que els espera.
El 1977 rep el César a la millor actriu per a Docteur Françoise Gailland de Jean-Louis Bertuccelli, en què encarna una metgessa lluitant contra un càncer de pulmó. El 1978 comparteix el cartell de La Zizanie, de Claude Zidi, amb Louis de Funès. Els dos actors somiaven rodar junts des de feia alguns anys i Louis de Funès no estalvia elogis sobre la seva companya, confiant de trobar-hi «la mateixa complicitat i la mateixa tendresa» que tenia amb Bourvil. Aquesta serà, però, la seva única col·laboració.
Durant els anys setanta forma, amb Philippe Noiret, conegut a Le Rendez-vous el 1961, una autèntica parella de cinema. Junts roden La Vieille Fille l'any 1971, La Mandarine l'any 1972, Tendre Poulet l'any 1977 i On a volé la cuisse de Jupiter, l'any 1980; seran igualment tots dos al cartell de Souvenirs, Souvenirs l'any 1984, però no tindran cap escena comuna. Havien de trobar-se l'any 2001, a Tête de nœud, un film de Bertrand Blier, però el film no s'arribarà a fer. El 1979 és de nou nominada als Cèsars, a la categoria de millor actriu, pel film La Clé sur la porte, d'Yves Boisset.
Cansada de fer sempre els mateixos papers, Annie Girardot desitja fer una pausa a la seva carrera cinematogràfica. Comença per tenir una secció en un programa a la ràdio, l'any 1981, en una emissió de Stéphane Collaro a Europe 1. Cada dia, a Paroles de femmes, relata aventures diàries excepcionals, gracioses, inquietants o emocionants, que han passat realment a dones.
A continuació, l'actriu decideix de llançar-se a l'enregistrament d'un disc. Bob Decout és l'encarregat d'escriure'n les cançons. Esdevé el company de l'actriu l'any 1981. Aquesta relació l'arrossega cap a un univers diferent: la música. Canta en una emissió de Jacques Chancel, a continuació munta amb Bob Decout un espectacle musical titulat Revue et corrigée sobre música de Catherine Lara, amb vestuari de Jean Paul Gaultier al Casino de París (llavors a punt de ser transformat en pàrquing). Considerada fluixa, la producció no troba finançament i Annie Girardot ha d'hipotecar el seu pis de la plaça dels Vosges. L'espectacle és un fiasc i només s'està un mes en cartell. Segueix amb una obra de teatre i un film que tampoc funcionen. Aquests fracassos la porten a un gran desassossec moral i financer, accentuats per la defunció de la seva mare i problemes de drogues.
Intenta una tornada al cinema l'any 1984, amb un thriller molt fosc d'Alain Bonnot, Liste noire. El film obté un èxit regular. L'any següent, Claude Lelouch li proposa encarnar la dona de Jean-Louis Trintignant i la mare de Richard Anconina a Partir, revenir. El film és un fracàs.
Annie Girardot llavors fa un tomb cap al teatre, fent així L'Avar de Molière al costat del seu amic Michel Serrault, Première Jeunesse amb Odette Yoyeux, o Le roi se meurt d'Eugène Ionesco amb Daniel Ivernel. El 1987, la televisió li ofereix el protagonisme de la primera saga de l'estiu difosa a TF1: Le Vent des moissons. L'èxit és immens i l'any següent, fa una nova saga, Orages d'été, al costat de Patachou. Des de llavors, roda molts telefilms.
Al començament dels anys 1990, les proposicions són escasses, roda no obstant això amb Bertrand Blier, Merci la vie, i amb Claude Lelouch, Il y a des jours et des lunes. Roda igualment per a Michel Legrand (Cinq jours en juin), amb Gérard Mordillat (Toujours seuls), i encarna la mare excèntrica de Catherine Jacob a la comèdia Les Braqueuses, de Jean-Paul Salomé, l'any 1994.

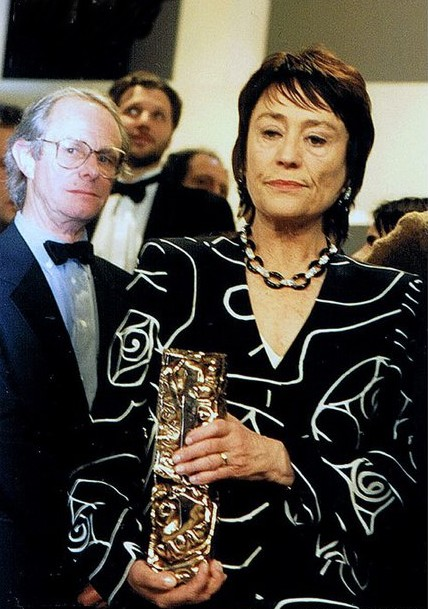
Annie Girardot el 1996 a la 21^{a} cerimònia dels César.

Obté, l'any 1996, el César a la millor actriu secundària, per a Les Misérables, de Claude Lelouch. En el lliurament del seu premi a la 21a cerimònia dels César provoca l'emoció amb aquestes paraules: 
| « | No sé si m'han trobat a faltar al cinema francès, però jo, el cinema francès l'he trobat a faltar bojament... perdudament... dolorosament. I el vostre testimoniatge, el vostre amor, em fan pensar que potser, dic potser, no sóc encara del tot morta. | » |

 L'any següent, és la presidenta de la 22a cerimònia dels César. L'any 1998, Annie té el primer paper d'un film canadenc de Jacques Leduc, titulat L'âge de braise.
L'any 2000 és presidenta del jurat al Festival de cinema rus a Honfleur.
L'any 2000, el director austríac Michael Haneke adapta una novel·la d'Elfriede Jelinek: La pianista. Demana a Annie Girardot encarnar la mare castradora d'Isabelle Huppert (que havia interpretat la seva filla a Docteur Françoise Gailland). L'actuació de l'artista és unànimement saludada. El film és seleccionat al festival de Cannes l'any 2001, i obté el Gran Premi del Jurat, així com els premis d'interpretació per a Isabelle Huppert i Benoît Magimel. Annie Girardot obté, per la seva banda, el Cèsar a la millor actriu secundària. Michael Haneke la cridarà de nou l'any 2005 per encarnar la mare de Daniel Auteuil a Ocult.

### Últims anys
El 20 de setembre de 2006, hom s'assabenta pel seu advocat Emmanuel Asmar, encarregat dels seus interessos, que Annie Girardot està afectada de la malaltia d'Alzheimer des de fa una desena d'anys, cosa que confirma l'edició del 21 de setembre del setmanal Paris Match, en el qual la filla, Giulia Salvatori, i la neta de l'actriu, Lola Vogel, revelen la seva malaltia.
Malgrat això, l'artista continua treballant al teatre: de 2001 a 2003, torna amb la peça Madame Marguerite a París i en gira, i, per pal·liar els eventuals forats de memòria, és equipada amb un auricular per dictar-li el seu text. Amb aquest procediment continua participant en el rodatge de diversos films com Je préfère qu'on reste amis... l'any 2005, on interpreta –ironia del destí– una dona afectada de la malaltia d'Alzheimer. Els papers són més curts i adaptats (poques escenes físiques), però els directors són conciliadors. L'artista «reviu» quan és sobre un plató de rodatge i, durant el temps d'una escena, la malaltia s'esborra. Així Richard Bohringer (C'est beau une ville la nuit) i Jane Birkin (Boxes) recorren a ella per a petits papers.
El seu últim paper serà el d'una antiga periodista francesa en una mini-sèrie policíaca russa titulada Vorotily. Des dels anys 1960, Annie Girardot és en efecte una de les actrius franceses més apreciades a Rússia i diversos directors russos hi havien recorregut, com Serguei Guerassimov a El periodista l'any 1967, o Valery Akhadov, que la fa rodar repetidament per a la televisió russa entre 1989 i 2003.
El 2007, la seva filla Giulia Salvatori publica, amb el periodista Jean-Michel Caradec'h, La Memòria de la meva mare, una biografia on recull els records de la seva mare.
A partir de 2008, Annie Girardot viu en una casa medicalitzada de París. El 21 de setembre de 2008, TF1 difon Annie Girardot: Ainsi va la vie, un film documental de Nicolas Baulieu sobre vuit mesos de la seva vida, amb Claire Keim en veu en off. S'hi descobreix la seva visió del passat i els efectes de la malaltia.

L'any 2010, en una declaració mediàtica en el marc de la jornada mundial contra la malaltia d'Alzheimer, la seva filla declara que Annie Girardot ja no recorda haver estat actriu, per la malaltia que pateix, i hi afegeix: 
| « | Si tinc un missatge per donar, és no tractar de trobar Annie Girardot, tenir una última foto... Si heu estimat la mama, sobretot, cal deixar-la en pau, guardar d'ella una bonica imatge. | » |

### Mort

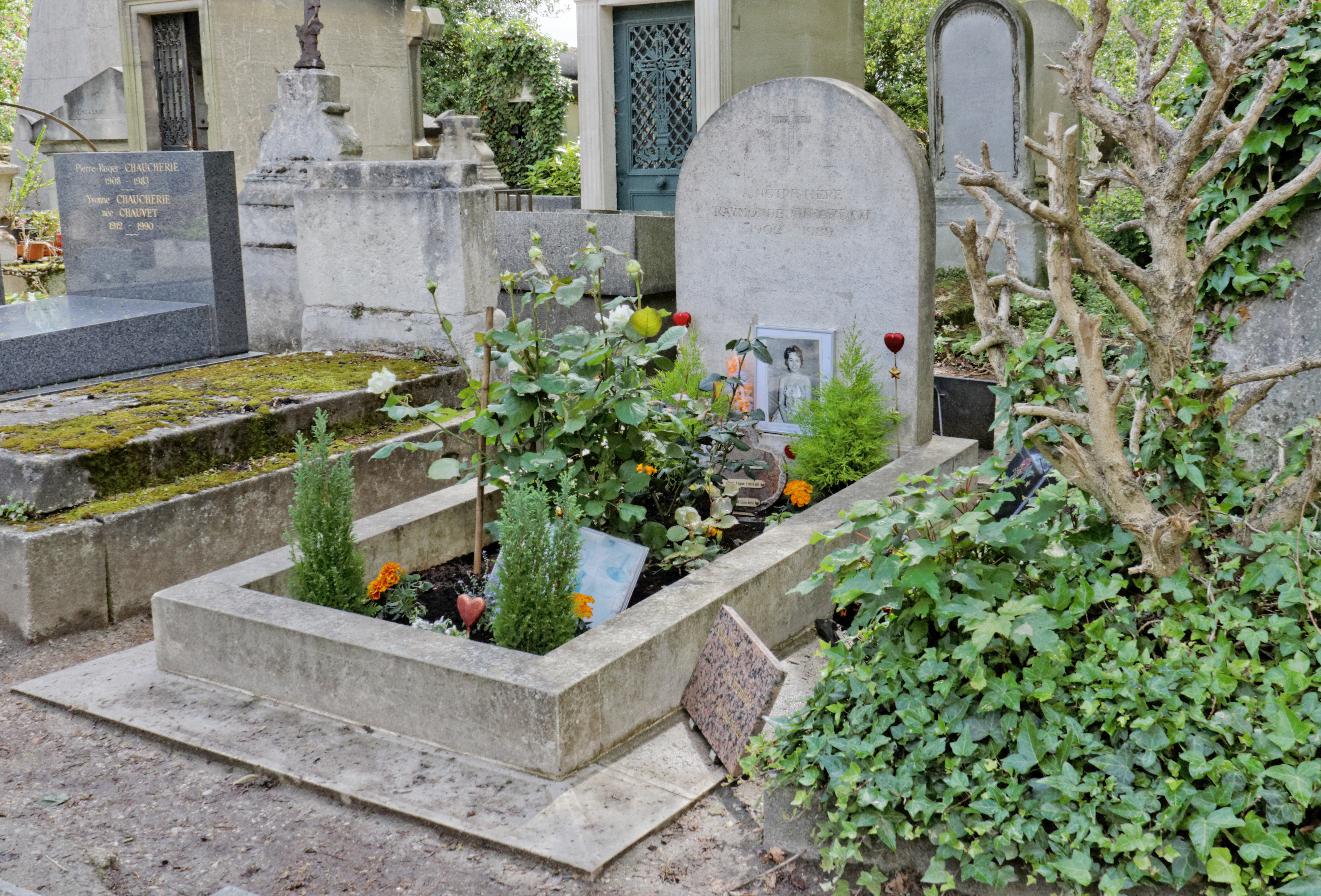
Tomba d'Annie Girardot al cementiri del Père-Lachaise (divisió 49).

Després d'haver actuat a cent vint-i-dos films, cinquanta-quatre telefilms i una quarantena d'obres de teatre, Annie Girardot mor el 28 de febrer de 2011 a l'hospital Lariboisière de París. El seu enterrament té lloc el 4 de març de 2011 a l'Església Sant-Roch, la parròquia parisenca dels artistes. Entre les persones presents, a més de la seva filla Giulia, la seva neta Lola i el seu net Renato, es compta amb Jean-Paul Belmondo, Catherine Samie, Line Renaud, Claude Lelouch, Jane Birkin, Jean-Pierre Marielle, Alain Delon, Mireille Darc, Agathe Natanson, Jack Lang, Frédéric Mitterrand, Gérard Darmon, Jean-Paul Rouve, Daniel Duval, Bertrand Blier, Évelyne Bouix, Catherine Alric, Brigitte Fossey, Élisa Servier, Smaïn, Raphaël Mezrahi, Patrick Préjean, Bernard Porteu, Danièle Évenou, Costa-Gavras, Yves Boisset, Catherine Lachens, Catherine Lara, Andréa Ferréol, Marthe Mercadier, Massimo Gargia, Laurent Malet, Dani, Marie-Laure Augry, etc. El cantant Hervé Vilard va dipositar un pom de flors, així com Isabelle Adjani (que dedica a la seva «mare-en-el-cinema inoblidable»)

D'algunes d'aquestes personalitats, el seu net dirà sense anomenar-los: 
| « | Des que s'ha anunciat la seva defunció, hi ha hagut una multitud de persones del cinema que han reaparegut, de les quals no haviem tingut mai notícies fins avui i que, avui, venen a testificar, quan no se les havia vist mai, perquè el cinema francès l'ha oblidada. | » |

Brigitte Bardot i el periodista Henry-Jean Servat tindran la mateixa reacció: 
| « | Mai no s'ha festejat Annie Girardot! […] Se l'ha deixada morir! | » |

És inhumada al cementiri del Père-Lachaise amb la seva mare, a la 49a divisió, (avenue Feuillant / chemin de la Cave).

## Vida privada
Al començament de la seva carrera, s'aparellà amb el director Norbert Carbonnaux, amb el qual no roda tanmateix cap film.
Va estar casada amb Renato Salvatori, el seu company a Rocco i els seus germans, del 6 de gener de 1962 fins a la mort d'aquest últim, el 27 de març de 1988. Junts van tenir una filla, Giulia, nascuda a Roma el 4 de juliol de 1962. Víctima de violències conjugals, se separarà del seu marit però sense divorciar-se'n mai.
L'any 1967, l'actriu té una relació amb el cantant Jacques Brel, a continuació comença una relació durant dos anys amb el cineasta Claude Lelouch.
De 1971 a 1978, comparteix la vida amb l'actor Bernard Fresson. El comportament violent de l'actor liquidarà la seva relació.

De 1980 a 1993, va viure amb Bob Decout, director i lletrista de les seves cançons, que era catorze anys més jove. En un llibre estrenat l'any 2010, aquest últim testifica la seva relació amb l'actriu. Qualificat de gigolo i acusat pels pròxims d'Annie Girardot d'haver-la arruïnat, es defensa declarant: 
| « | Ella [Annie] no ha sabut mai gestionar els diners. | » |

 Assegura també que va insistir per participar en el seu film Adieu blaireau, amenaçant d'abandonar-lo si no hi figurava. Pel que fa als rumors de consum de droga, explica que la seva responsabilitat era comuna: 
| « | Tot ha començat una tarda en què tots els convidats consumien cocaïna. | » |

A l'època, la parella considerava aquesta droga com 
| « | un filtre d'amor, un plaer lligat a la sexualitat! | » |

## Filmografia
- Rocco e i suoi fratelli (1960), de Luchino Visconti
- La donna scimmia (1963), de Marco Ferreri
- Le belle famiglie (1964), d'Ugo Gregoretti
- Trois chambres à Manhattan (1965), de Marcel Carné
- Vivre pour vivre (1967), de Claude Lelouch
- Un homme qui me plaît (1969), de Claude Lelouch
- Traitement de shock (1972), d'Alain Jessua
- Les Feux de la Chandeleur (1972), de Serge Korber
- Docteur Françoise Gailland (1976, César a la millor actriu principal el 1977), de Jean Louis Bertucelli
- La zizanie (1978), de Claude Zidi
- L'ingorgo - Una storia impossibile (1979), de Luigi Comencini
- On a volé la cuisse de Jupiter (1980), de Philippe de Broca
- La revenja (La Revanche) (1981), de Pierre Lary
- All Night Long (1981)
- Partir, revenir (1985), de Claude Lelouch
- Cinc dies de juny (Cinq jours en juin) (1989)
- Il y a des jours... et des lunes (1990), de Claude Lelouch
- Merci la vie (1991), de Bertrand Blier
- Les misérables (1995), de Claude Lelouch
- Les Bidochon (1996), de Serge Korber
- Préférence (1998), de Grégoire Delacourt
- La pianista (La Pianiste) (2001, César a la millor actriu secundària 2002) de Michael Haneke
- Caché (2005), també sota la direcció de Haneke.
- La profecia de les granotes (La prophétie des grenouilles) (2005) de Jacques-Rémy Girerd (veu)